# La Tempête (Shakespeare)
Pour les articles homonymes, voir La Tempête.
La Tempête (The Tempest) est une pièce de théâtre en cinq actes écrite par William Shakespeare vers 1610-1611. C'est l'une des dernières pièces du dramaturge.
Le duc de Milan, Prospero, après avoir été déchu et exilé par son frère, se retrouve avec sa fille Miranda sur une île déserte. Grâce à la magie que lui confèrent ses livres, il maîtrise les éléments naturels et les esprits ; notamment Ariel, esprit positif de l'air et du souffle de vie, ainsi que Caliban, être négatif symbolisant la terre, la violence et la mort.
La scène s'ouvre sur le naufrage, provoqué par Ariel, d'un navire qui portait le roi de Naples, son fils Ferdinand et Antonio, le frère parjure de Prospero. Usant de sa magie et de l'illusion, Prospero fait subir aux trois personnages échoués sur l'île diverses épreuves destinées à les punir de leur traîtrise, mais dotées d'un caractère initiatique. En fin de compte, Prospero se réconcilie avec son frère et avec le roi, il marie sa fille avec Ferdinand, libère Ariel et Caliban puis renonce à la magie pour retrouver son duché.
Les personnages de La Tempête se sont élevés aujourd'hui à un rang presque mythique : représentés, cités, repris, mis en scène par nombre d'artistes dans leurs œuvres, ils incarnent et symbolisent avec une grande richesse des comportements et sentiments humains. Caliban et Ariel ont souvent servi à symboliser les peuples primitifs des colonies, esclaves et jouets des puissances coloniales, ballottés dans les querelles des colons auxquelles ils ne comprennent rien. La pièce contient la répartie notoire : « Esclave menteur que le fouet seul peut émouvoir, non la bonté ».

## Personnages
- Prospéro, duc de Milan déchu, qui vit à présent sur une île comme un puissant sorcier.
- Miranda, la fille de Prospéro, qui tombe amoureuse du prince de Naples, Ferdinand.
- Ariel, un esprit aérien au service de Prospéro depuis que ce dernier l'a sauvé de la sorcière Sycorax.
- Caliban, le fils difforme de la défunte Sycorax, qui déteste Prospéro mais doit néanmoins le servir.
- Iris, Cérès et Junon, esprits et déesses
- Alonso, roi de Naples.
- Sébastien, le frère d'Alonso, qui projette de le renverser.
- Antonio, le frère de Prospéro, qui a usurpé sa place en tant que duc de Milan.
- Ferdinand, le fils d'Alonso, qui tombe amoureux de la fille de Prospéro, Miranda.
- Gonzalo, un courtisan napolitain proche de Prospéro et Miranda.
- Adrien et Francisco, seigneurs.
- Trinculo, le bouffon du roi et l'ami de Stephano.
- Stephano, l'intendant du roi, ivrogne.
- le maître d'équipage.
- le capitaine du navire.

## Résumé

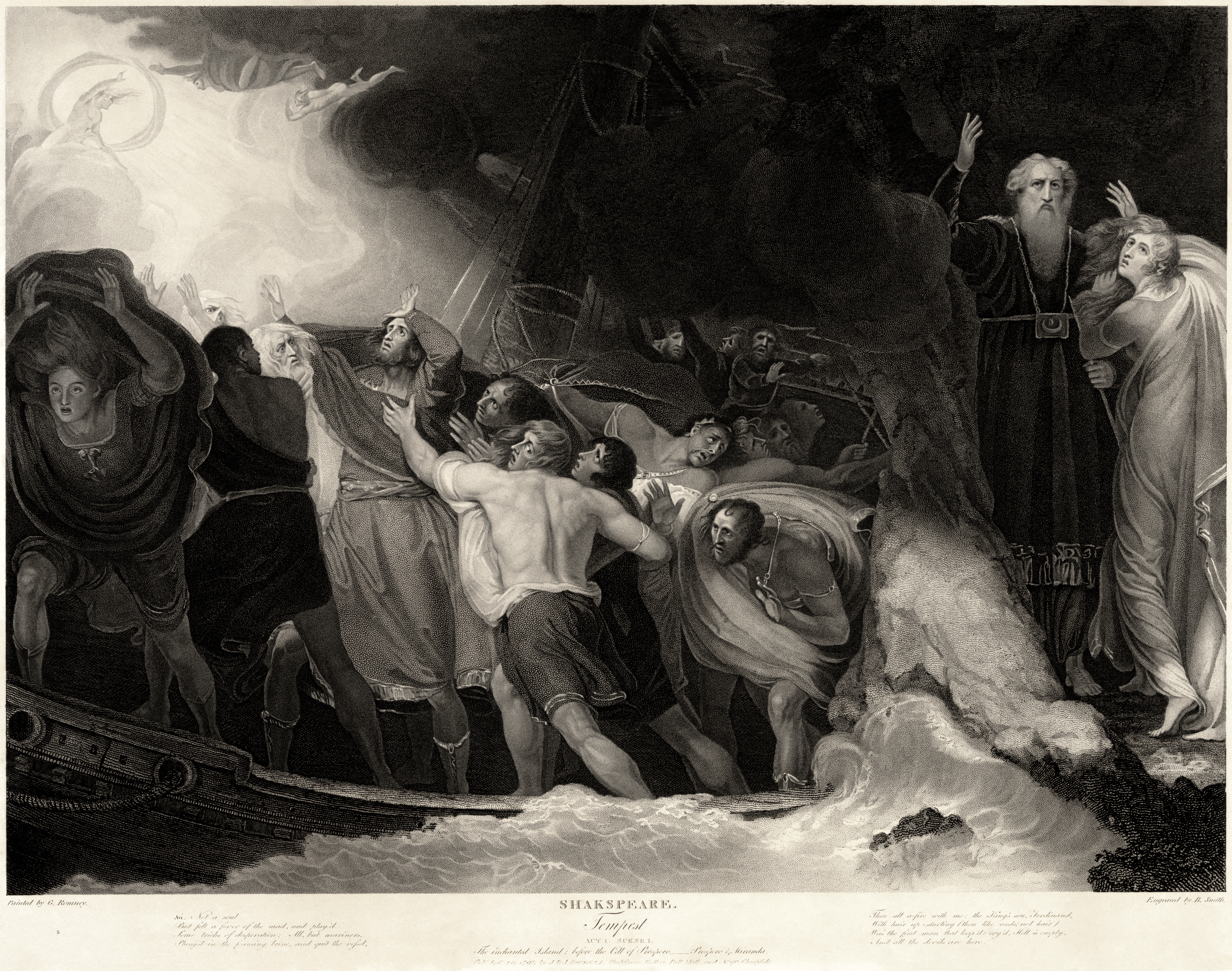
Gravure inspirée d'une peinture de George Romney, illustrant la première scène du premier acte.

Cela fait douze ans que le magicien Prospéro et sa fille Miranda sont exilés sur une île peuplée d'esprits surnaturels. Duc légitime de Milan, Prospéro a été renversé par son frère Antonio avec l'aide d'Alonso, le roi de Naples, et abandonné au large avec la petite Miranda, alors âgée de trois ans. Gonzalo, un conseiller du roi de Naples, leur est secrètement venu en aide en approvisionnant leur bateau en nourriture, en eau et en vêtements, ainsi qu'avec les plus précieux des ouvrages de la bibliothèque de l'érudit Prospéro. Sur l'île, Prospéro a libéré Ariel, un esprit emprisonné dans un arbre par la défunte sorcière Sycorax, et s'est ainsi acquis ses services. La situation n'enchante guère Ariel, à qui Prospéro promet régulièrement de rendre sa liberté. Le fils de Sycorax, une créature monstrueuse du nom de Caliban, vit également sur l'île. À leur arrivée, Prospéro et Miranda ont appris de lui comment survivre dans cet environnement sauvage, et ils ont tâché de lui apprendre leur religion et leur langue. Lorsque Caliban tente de violer Miranda, Prospéro le soumet  et fait de lui son esclave. Caliban hait Prospéro et Miranda, qui n'ont que mépris et dégoût pour lui.

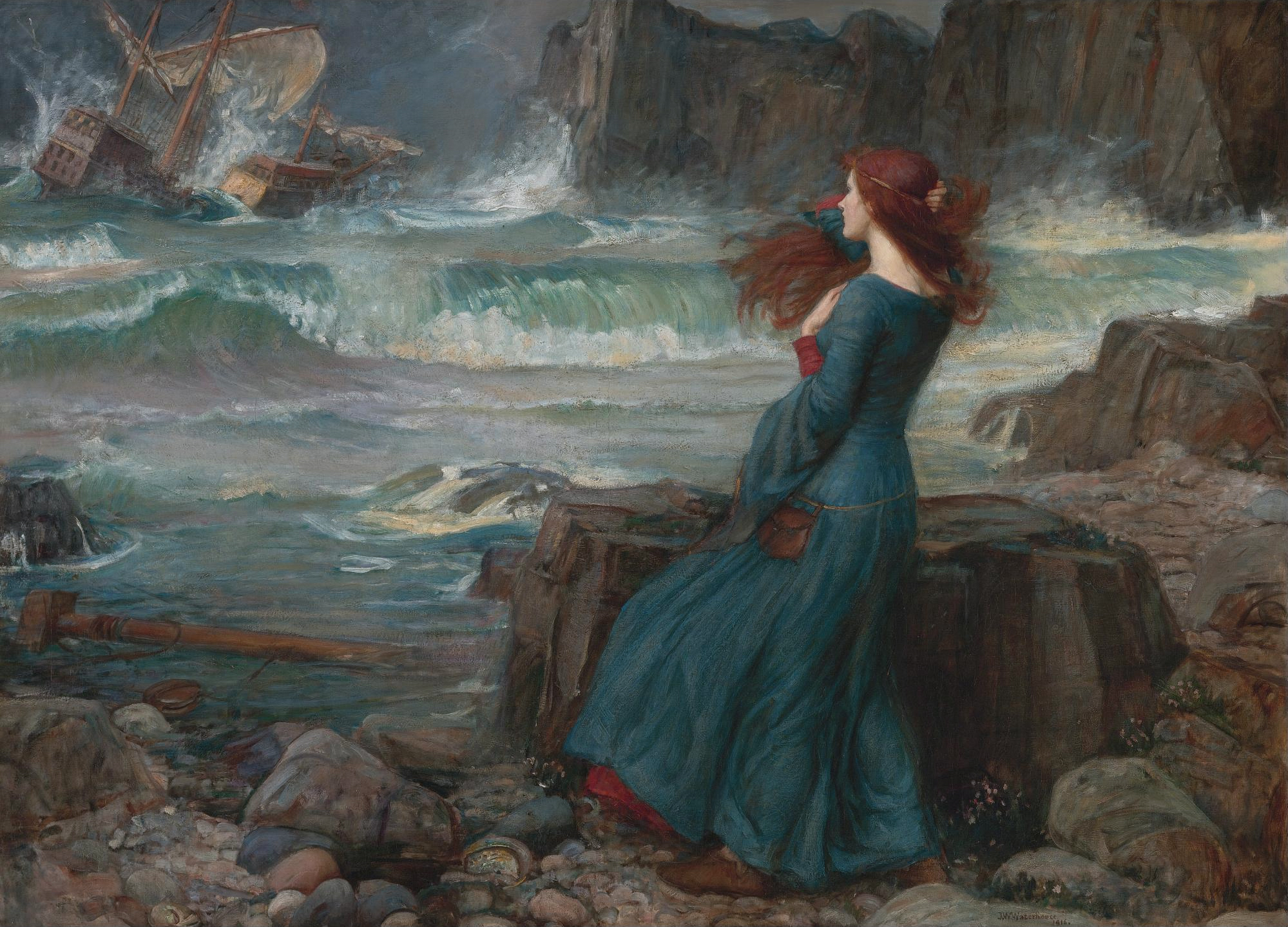
Miranda vue par John William Waterhouse (1916).

Au début de la pièce, Prospéro apprend grâce à ses esprits que son frère, l'usurpateur Antonio, se trouve sur un navire qui passe au large de l'île. Il suscite une tempête qui entraîne le naufrage du vaisseau. Parmi les rescapés se trouvent, outre Antonio, son comparse Alonso, le roi de Naples, ainsi que son frère Sébastien, son fils Ferdinand et son conseiller Gonzalo. Grâce à sa magie, Prospéro sépare les rescapés en plusieurs groupes. Alonso et Ferdinand se retrouvent ainsi à différents endroits de l'île, et chacun d'eux croit que l'autre a trouvé la mort.
Trois fils narratifs alternent dans le reste de la pièce. Dans le premier, Caliban fait la rencontre des ivrognes Stephano et Trinculo. Le trio tente de se révolter contre Prospéro, mais celui-ci n'a aucun mal à les mater. Dans le second, Prospéro s'efforce de faire naître une relation amoureuse entre sa fille Miranda et le prince Ferdinand. Bien que les deux jeunes gens tombent immédiatement amoureux l'un de l'autre, le magicien craint que cela ne suffise pas et force Ferdinand à le servir, feignant de le prendre pour un espion. Dans le troisième et dernier fil narratif, Antonio et Sébastien conspirent pour tuer Alonso et Gonzalo afin que Sébastien puisse monter sur le trône de Naples. Leur complot est déjoué par Ariel, qui agit à l'instigation de Prospéro. Ce dernier manipule les allées et venues de ses trois ennemis (Alonso, Antonio et Sébastien) afin de les amener à lui.
Tous les personnages se retrouvent devant Prospéro. Celui-ci pardonne à ses trois ennemis, mais il met en garde Antonio et Sébastien contre toute idée de trahison. Ariel est chargé de préparer les vents favorables qui ramèneront tout le monde à la flotte royale et à Naples, où Ferdinand et Miranda pourront être mariés. C'est la dernière tâche que devra accomplir Ariel pour gagner sa liberté. Prospéro pardonne également à Caliban, même si son sort ultérieur n'est pas précisé. Pour leur ultime soirée sur l'île, Prospéro invite tous ses invités dans sa cellule, où il leur racontera l'histoire de ses années d'exil. Il a décidé de détruire son bâton magique et son livre de sorts, et il conclut la pièce en invitant le public à le libérer de l'île en applaudissant.

## Date et sources

### Date
La Tempête est généralement datée de 1610-1611 et considérée comme la dernière pièce écrite par Shakespeare seul, deux affirmations qui ont été parfois remises en question,. Il est impossible de la situer par rapport au Conte d'hiver, une autre pièce difficile à dater. Elle fait partie des seize pièces de Shakespeare inscrites au Registre des Libraires par Edward Blount le 8 novembre 1623.
La Tempête est publiée pour la première fois en décembre 1623 dans le Premier Folio. Elle ouvre ce recueil et introduit la section des comédies. Son texte présente davantage de didascalies que les autres pièces de Shakespeare, mais elles semblent davantage destinées aux lecteurs qu'aux acteurs : elles constituent peut-être un ajout ultérieur de la part de John Heminges et Henry Condell, les éditeurs du Premier Folio. Le masque qui figure dans l'acte IV pourrait également avoir été inséré dans la pièce a posteriori, peut-être au moment du mariage de la princesse Élisabeth Stuart avec l'électeur palatin Frédéric V en 1613, mais cette théorie ne fait pas l'unanimité, tant la suppression du masque pose davantage de problèmes qu'elle n'en résout.

### Sources
Il n'existe pas de source unique dont dériverait l'intrigue de La Tempête : elle semble plutôt être le fruit d'un amalgame. Des passages du Naufragium d'Érasme (1523, traduit en anglais en 1606) et du De orbo novo de Pierre Martyr d'Anghiera (1530, traduit en anglais par Richard Eden en 1555) ont été reliés au texte de la pièce. L'une des sources majeures de Shakespeare semble avoir été le True Reportory of the Wracke and Redemption of Sir Thomas Gates, Knight de William Strachey, un récit de première main du naufrage de la Sea Venture au large des Bermudes en 1609 : les deux textes présentent plusieurs similarités dans la formulation, l'intrigue et les thèmes. Ce récit n'est publié qu'en 1625, mais il est daté du 15 juillet 1610 : il est possible que Shakespeare en ait vu le manuscrit cette année-là. Pour E. K. Chambers, le True Reportory constitue la source principale de la pièce, mais l'influence du récit de Strachey est remise en question par Kenneth Muir.
Shakespeare a utilisé une scène du récit de Pigafetta, jeune chevalier de Rhodes, idéaliste.  Recommandé par Charles Quint, Pigafetta accompagne Magellan lors de son expédition vers la route des épices en 1519 au départ de Séville. Il sera donc aux côtés de Magellan lors de la bataille sur l'île Mactan contre le radjah Silapulapu. Des différentes descriptions parvenues de ce combat qui voit la mort de Magellan, la plus exacte est probablement celle de Pigafetta.[source insuffisante]
La structure générale de La Tempête est peut-être issue de la commedia dell'arte italienne, dans laquelle apparaît parfois un magicien, sa fille, leurs serviteurs surnaturels et un groupe de paysans. Le tandem Stéphano-Trinculo ressemble beaucoup à celui formé par Arlequin et Briguelle, tandis que la manière dont Pantalon cherche à marier sa fille Isabelle, aussi intelligente que belle, rappelle la relation entre Prospéro et Miranda. La société idéale décrite par Gonzalo à l'acte II renvoie à la description des Caraïbes dans les Essais de Michel de Montaigne, tandis que la renonciation de Prospéro à l'acte V est directement reprise d'un discours de Médée dans les Métamorphoses d'Ovide.

## Postérité
La première représentation connue de La Tempête, assurée par la compagnie des King's Men, s'est déroulée le 1er novembre 1611 au palais de Whitehall, devant le roi Jacques Ier et sa cour. Durant l'hiver 1612-1613, La Tempête fait partie des quatorze pièces (dont six de Shakespeare) jouées au cours des cérémonies entourant le mariage de la princesse Élisabeth Stuart avec l'électeur palatin Frédéric V. Il n'existe pas de traces d'autres représentations de la pièce avant la fermeture des théâtres par le gouvernement puritain du Commonwealth en 1642. Cependant, en 1669, John Dryden note que La Tempête a été jouée au théâtre de Blackfriars, et les didascalies qui figurent dans le texte de la pièce semblent avoir été rédigées avec Blackfriars en tête plutôt que le Globe. Le théâtre de Blackfriars ayant été détruit en 1655, cela implique que la pièce y a été jouée avant 1642,.
Jusqu'au milieu du XIXe siècle, La Tempête est moins jouée que les pièces qui en sont adaptées. En 1667, William Davenant et John Dryden rédigent une version très abrégée de la pièce, intitulée The Tempest or, The Enchanted Island, qui s'efforce de plaire aux classes supérieures en mettant l'accent sur des idées telles que le caractère naturel de la monarchie ou l'importance de l'autorité paternelle. L'intrigue même de la pièce subit d'importants ajouts : Miranda se voit affublée d'une sœur, Dorinda, tout comme Caliban, dont la sœur s'appelle Sycorax comme sa mère. Prospéro reçoit un fils adoptif, Hippolito, qui n'a jamais vu de femme, et qui permet d'établir un parallèle à l'histoire de Miranda et Ferdinand. Ce personnage est interprété par des actrices : les rôles travestis sont populaires à l'époque, car ils permettent de montrer des jambes féminines sur scène. La popularité de The Enchanted Island ne se dément pas tout au long de la Restauration, et son succès témoigne de l'importance croissante des rôles féminins au théâtre.

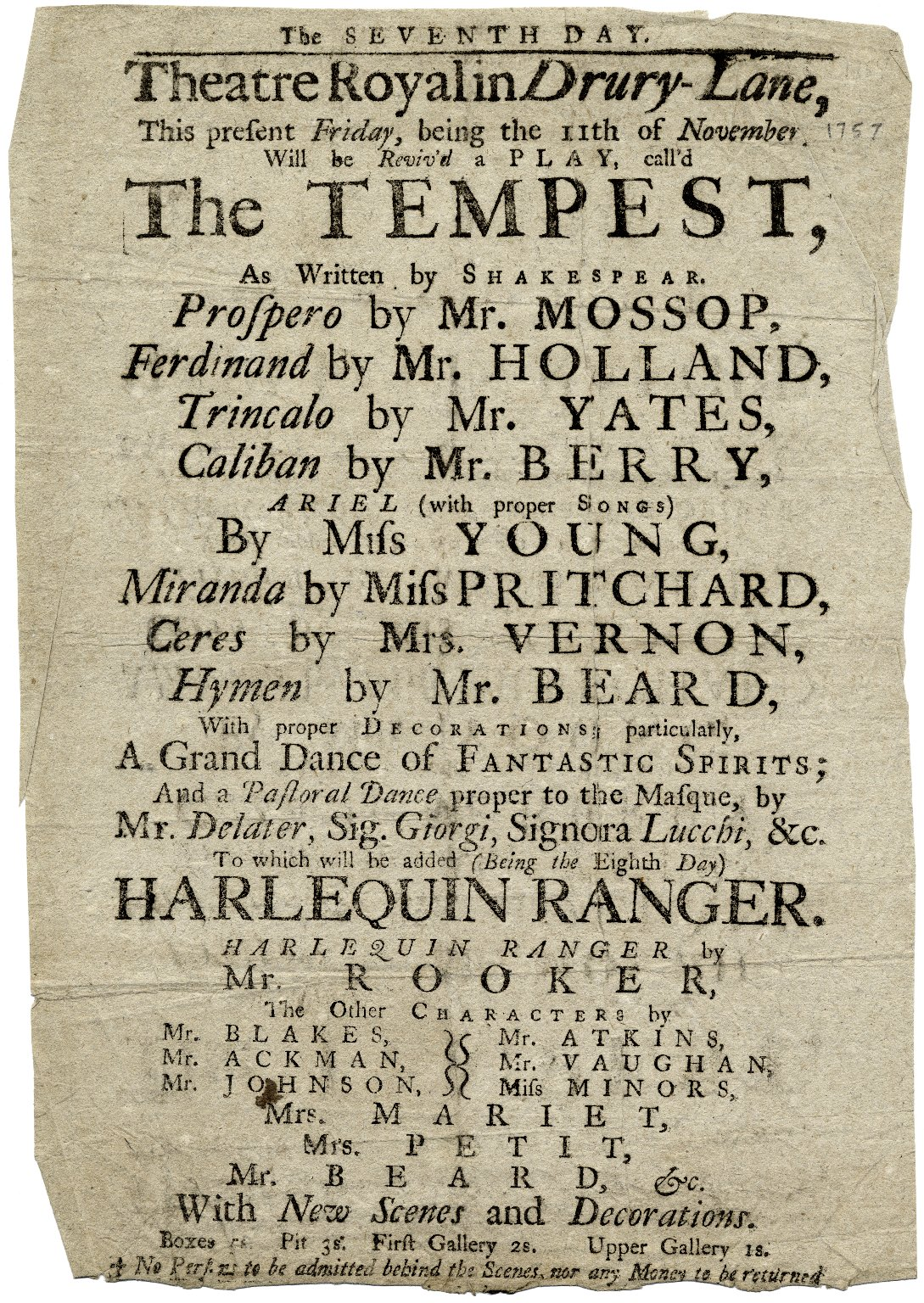
Une affiche de la mise en scène de La Tempête à Drury Lane en 1757.

En 1674, Thomas Shadwell reprend The Enchanted Island pour en faire un « semi-opéra », c'est-à-dire qu'il a collaboré avec Matthew Locke qui ajouta une musique de scène (ouverture, intermèdes, canon final) à la pièce de Davenant et Dryden. Samuel Pepys mentionne la popularité de cette version dans son journal intime. Son succès est tel qu'il donne lieu à une parodie, The Mock Tempest, écrite en 1675 par Thomas Duffett. La tempête qui ouvre cette pièce s'avère en réalité une émeute dans un lupanar.
La version de Davenant, Dryden et Shadwell domine les théâtres tout au long du XVIIIe siècle. Ariel y est presque systématiquement interprété par une femme, et Caliban y joue un rôle avant tout comique. David Garrick en donne une autre version musicale en 1756 sur des compositions de John Christopher Smith. L'année suivante, il met en scène une version très abrégée du texte original de Shakespeare au théâtre de Drury Lane. Une autre mise en scène, celle de John Philip Kemble, se rapproche davantage de l'œuvre originale (bien qu'elle conserve les personnages de Dorinda et Hippolito), mais elle s'attire les lazzis du public pour son respect d'une prononciation devenue archaïque. Ces mises en scène sont caractérisées par la richesse de leurs décors et de leurs costumes, une constante jusqu'à la fin du XIXe siècle.
Le texte de Shakespeare ne retrouve sa prééminence qu'après le succès de la mise en scène de William Charles Macready, en 1838. L'interprétation de Caliban par George John Bennett est particulièrement saluée. Néanmoins, le texte qui est joué durant toute l'ère victorienne est largement abrégé afin de permettre des changements de décors fastueux et des effets spéciaux recherchés : ainsi, dans la mise en scène de Charles Kean en 1857, Ariel descend au sein d'une boule de feu à plusieurs reprises. Par la suite, la génération suivante de metteurs en scène, parmi lesquels William Poel et Harley Granville-Barker, adoptent un style plus léger et plus proche du texte.
Durant cette période, le rôle principal n'est pas Prospéro, mais Caliban : c'est celui que se réservent les metteurs en scène lorsqu'ils jouent. Frank Benson se documente en étudiant des singes au zoo : sur scène, il baragouine des paroles incompréhensibles et se pend la tête en bas aux branches d'un arbre. En 1904, Herbert Beerbohm Tree s'affuble de fourrures et d'algues pour interpréter ce rôle ; avec ses cheveux longs et son allure simiesque, il évoque un chaînon manquant de l'évolution humaine. Cette vision du personnage persiste jusqu'à l'interprétation de Roger Livesey, qui est le premier à jouer Caliban sous un maquillage noir en 1934. Le premier acteur noir à endosser ce rôle est Canada Lee, en 1945, suivi par Earle Hyman en 1960 et James Earl Jones en 1962. Il faut néanmoins attendre les années 1970 pour voir des lectures post-coloniales de la pièce, avec les mises en scène de Jonathan Miller et Clifford Williams. Celle de Williams au théâtre Old Vic en 1988 dépeint Prospéro (Max von Sydow) comme un colon blanc dominant les esprits de l'île, joués par des acteurs noirs : Caliban dans une position de rebelle et Ariel dans celle du collaborateur soumis qui reprend le sceptre de Prospéro après son départ.

## Adaptations

### Musique
L'œuvre a inspiré une sonate pour piano à Ludwig van Beethoven (n° 17), un pasticcio intitulé The Enchanted Island qui sera créé au Metropolitan Opera sur un livret de Jeremy Sams, une fantaisie symphonique à Piotr Ilitch Tchaïkovski (1873), des musiques de scène à Ernest Chausson (1888), Arthur Honegger (1923-1929) et Sibelius (1926). On trouve aussi une fantaisie sur la Tempête dans Lélio ou le Retour à la vie op. 14b d'Hector Berlioz, à la suite de la Symphonie fantastique.
Le compositeur américain John Knowles Paine a écrit en 1876 un poème symphonique en cinq mouvements sur la pièce de Shakespeare, sous le numéro d'opus 31.
Plus près de nous, Kaija Saariaho a mis en musique une série de six extraits de La Tempête sous le titre The Tempest Songbook.

#### Opéra
On recense également une musique de scène écrite par Matthew Locke en 1674 pour la version d'opéra que fit Thomas Shadwell et un semi-opéra de Henry Purcell (1695).
- Der Sturm, Große Oper (1798) de Peter von Winter, sur un livret en allemand de F. X. Kaspar
- La tempesta (1850) de Fromental Halévy, sur un livret en italien d'Eugène Scribe
- Der Sturm (1955) de Frank Martin, sur un livret en allemand basé sur la traduction de Schlegel/Tieck
- The Tempest (2004) de Thomas Adès, sur un livret en anglais de par Meredith Oakes

### Littérature
La Tempête a inspiré Huxley pour le titre du Le Meilleur des mondes (Brave new World)[réf. souhaitée].
Lawrence Durrell a intitulé Prospero's Cell (traduit en français sous le titre de L'Île de Prospero) son récit de voyage et de séjour à l'île grecque de Corfou. Les personnages de la pièce constituent une partie de la trame de fond des romans de science-fiction, Illium (2004) et Olympos (2005), de Dan Simmons.
La nouvelle intitulée Tempêtes de Karen Blixen s'inspire fortement de la pièce, citant même de larges passages, déplaçant la tempête au Kvåsefjorden et mêlant la vie d'une troupe de théâtre au destin des personnages de La Tempête.
Aimé Césaire revisite la pièce de Shakespeare, qu'il rebaptise Une Tempête, mais cette fois sous le prisme de l’esclave Caliban. Une Tempête de Césaire est ainsi une critique ouverte des méfaits de l'esclavage colonial. Le Caliban réhabilité en tant que véritable humaniste devient le symbole de l'esclave opprimé qui se dresse fièrement contre la tyrannie du colonialisme incarné par Prospéro.
Frank Herbert utilise le mot Caliban, mais au pluriel, dans son roman de science-fiction Whiping Star, paru en 1970 (L'Étoile et le Fouet, éd. Robert Laffont, coll. « Ailleurs et Demain », 1973, trad. Guy Abadia) : ces Calibans sont des créatures énigmatiques, à la puissance quasi divine, et avec lesquelles les humains et autres espèces conscientes ont le plus grand mal à communiquer, alors même que, dans le roman, il est impératif que l'on y parvienne.
Cette œuvre a également inspiré le manga Civilisation Blaster (titre original : Zetsuen no tempest), œuvre originale de Kyo Shirodaira dessinée par Ren Saizaki.
Margaret Atwood lui rend hommage dans Graine de Sorcière. Félix, un metteur en scène injustement licencié alors qu'il montait La Tempête pour un festival décide de disparaître. Quelques années plus tard, il donne des cours de théâtre dans une prison et monte la pièce avec les prisonniers. Il en profite pour tendre un piège aux proches qui l'ont trahi. Margaret Atwood utilise une double mise en abyme, l'histoire du personnage principal ressemblant fort à celle du personnage de Prospero, doublée par la mise en scène et une étude de la pièce avec la troupe de détenus.

### Arts plastiques
Au XVIIIe siècle, les artistes peintres et graveurs trouvent dans le corpus shakespearien une source d’inspiration qui sera exploitée jusqu’au XIXe siècle.
Vers 1735, William Hogarth peint un tableau inspiré d’une scène de La Tempête, « fantaisie costumée baroque et sentimentale dans le style de Van Dyck et Rembrandt ». Le tableau s’inspire directement du texte et non d’une mise en scène contemporaine, et le point de vue n’est pas frontal comme c’est le cas des gravures illustrant l’édition des œuvres complètes, par exemple celles de Davenant et Dryden.
Un peu plus tard, Henry Fuseli exécute un portrait de Prospero, inspiré d’un autoportrait de Léonard de Vinci, qui lui a été commandé par John Boydell et qui devait être exposé à la Boydell Shakespeare Gallery (1789). Les deux tableaux suggèrent que Prospero était alors considéré comme l’autorité morale de la pièce.
Le peintre anglais John William Waterhouse a peint une version de Miranda en 1875 puis une seconde en 1916.
Ferdinand séduit par Ariel (1851) est un tableau préraphaélite de Millais.

La Tempête dans l’art plastique
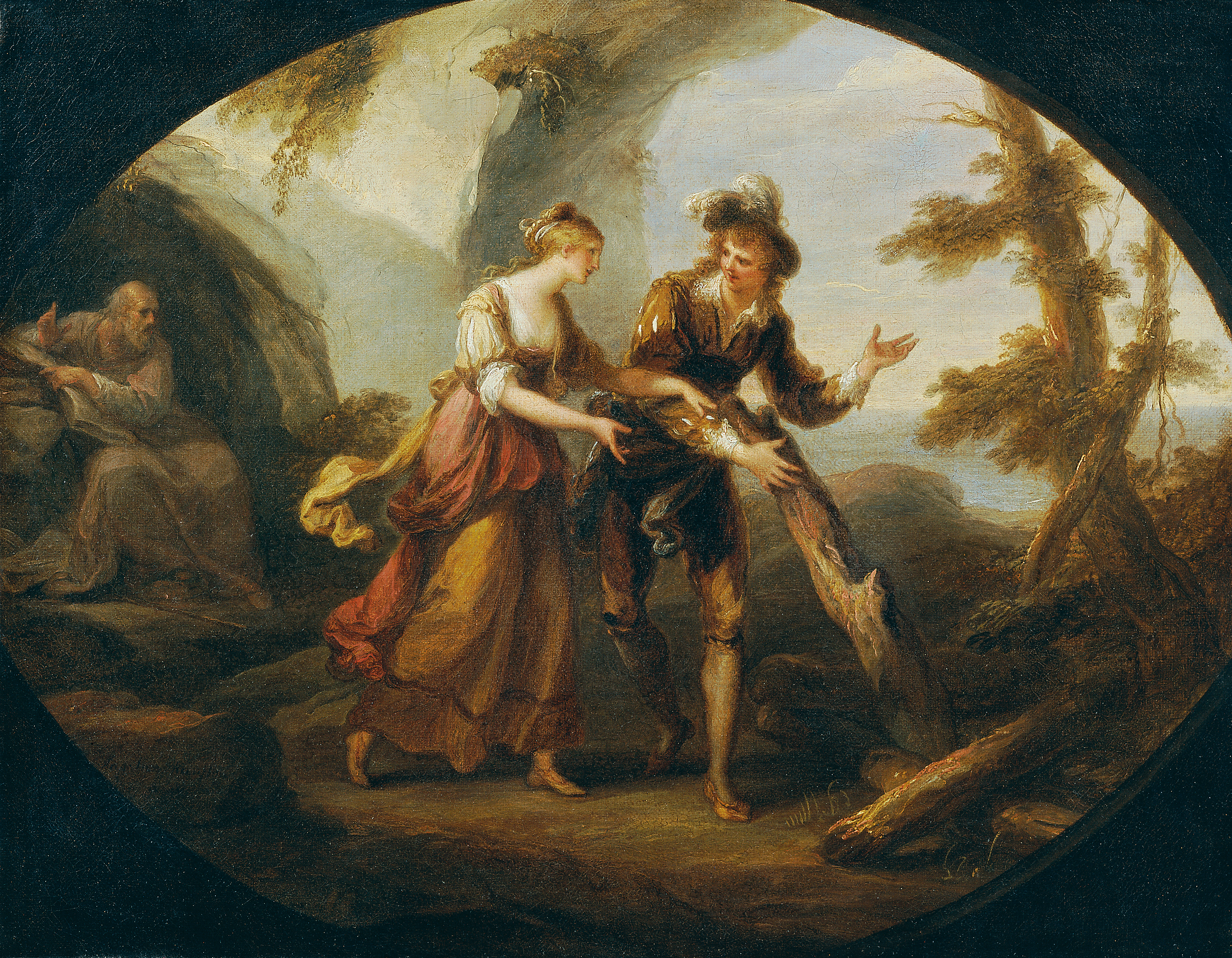
Miranda et Ferdinand Angelica Kauffmann, 1782 Österreichische Galerie Belvedere
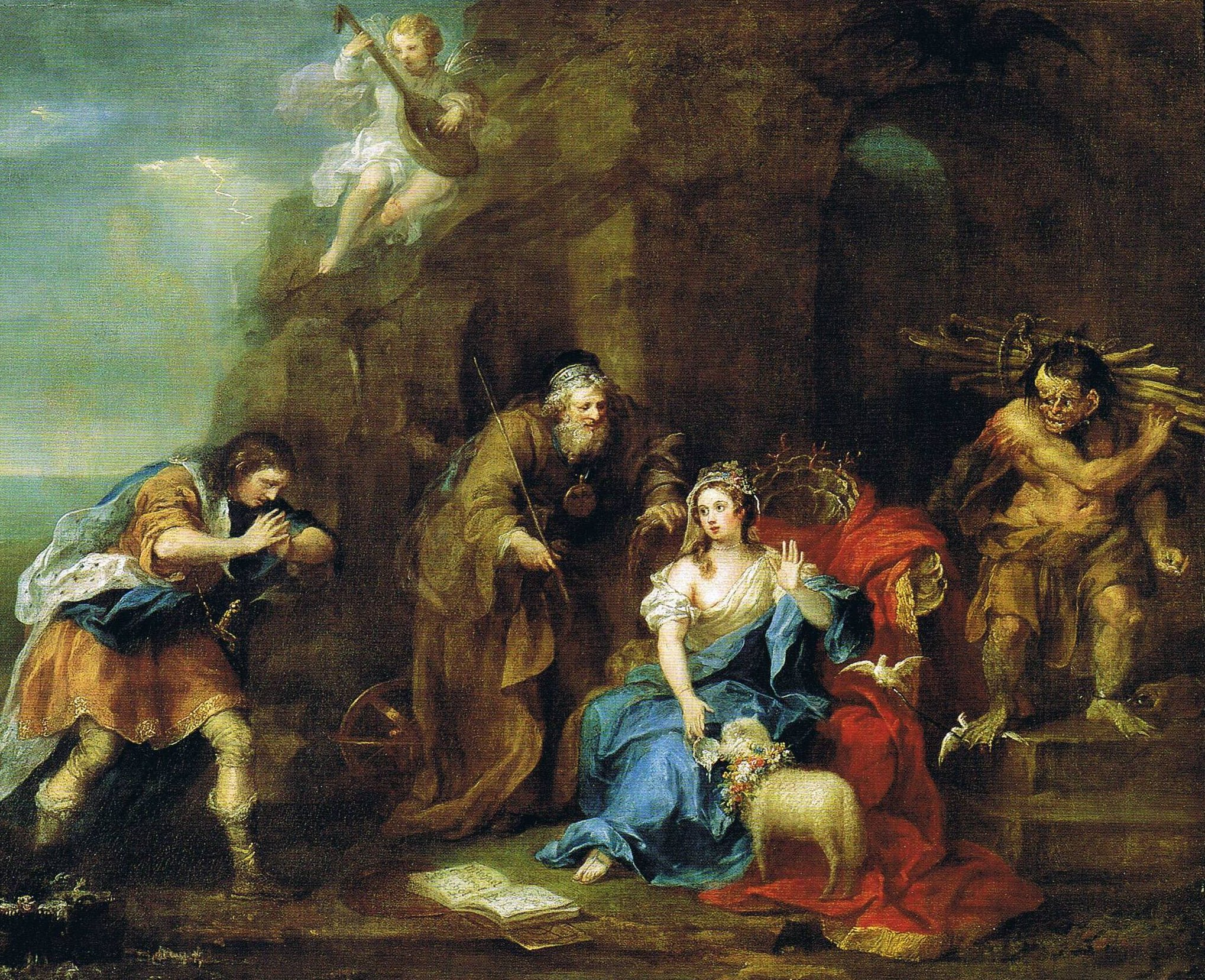
Ferdinand, Prospero, Miranda et Caliban William Hogarth

### Cinéma
- 1908 : The Tempest de Percy Stow
- 1948 : La Ville abandonnée de William A. Wellman
- 1956 : Planète interdite de Fred M. Wilcox
- 1979 : La Tempête de Derek Jarman
- 1982 : Tempête de Paul Mazursky
- 1989 : Voyage à Melonia de Per Åhlin
- 1991 : Prospero's Books de Peter Greenaway
- 2010 : La Tempête de Julie Taymor

### Théâtre
- Une tempête d'Aimé Césaire, 1969, éditions du Seuil, Paris (traduction en anglais de Richard Miller et adaptation pour A Black Theater ; première représentation aux États-Unis au Ubu Repertory Theater de New York en 1991)
- La tempête, 1998, mise en scène de Robert Lepage et traduction de Normand Chaurette au Théâtre du Trident. Cette pièce est une coproduction du Théâtre du Trident, d'Ex Machina, du Théâtre français du Centre national des Arts et du Grand Théâtre de Québec[41].
- La Tempête, 2015, mise en scène de Thierry Roisin au Carrefour international de théâtre de Ouagadougou (Burkina Faso) du 11 novembre  au 5 décembre 2015. La première représentation a lieu à l'Institut français de Ouagadougou le 7 novembre 2015[42].
- Tempest Project de Peter Brook et Marie-Hélène Estienne, 2020, Actes Sud-Papiers, mise en scène de Peter Brook aux Bouffes du Nord, 2022.

### Jeu vidéo
- Dans le deuxième épisode de Life Is Strange: Before the Storm (2017), la pièce est jouée par le club de théâtre de l'Académie Blackwell.

### Autre
- Zetsuen no Tempest, manga de Kyō Shirodaira (2009-2012)
- Le Grimoire englouti et L'Arbre de la connaissance (Flynn Carson et les Nouveaux Aventuriers)|L'Arbre de la connaissance : épisodes 1 & 2 de la saison 2 de la série TV Flynn Carson et les Nouveaux Aventuriers (2015)
- Prospero's Speech, chanson de Loreena MacKennitt dans l'album "The Mask And The Mirror"
- Penny Dreadful, série télévisée qui s'inspire de la pièce :
  - La créature créée par le Dr. Frankenstein se nomme Caliban en hommage au personnage de la pièce
  - L'oiseau empaillé de Mina se nomme Ariel en hommage au personnage de la pièce

## Mises en scène notables
- 1963 : Jacques Mauclair, théâtre de l'Alliance française, Paris
- 1983 : Giorgio Strehler, Odéon-Théâtre de l'Europe, Paris
- 1986 : Alfredo Arias, festival d'Avignon, Théâtre de la Commune d'Aubervilliers — avec Pierre Dux
- 1990 : Peter Brook, théâtre des Bouffes du Nord, Paris. Présentée au festival d'Avignon en 1991.
- 1998 : traduction de Normand Chaurette, mise en scène de Robert Lepage, Théâtre du Trident (ville de Québec)
- 2003 : Dominique Pitoiset, Les Gémeaux à Sceaux
- 2010 : Irina Brook (Tempête ! — adaptation), Scala de Milan et théâtre des Bouffes du Nord, Paris
- 2011 : Declan Donnellan, Théâtre des Gémeaux à Sceaux[43]
- 2017 : Robert Carsen, Comédie-Française, Paris
- 2024 : Stéphanie Tesson, Théâtre de Poche Montparnasse, Paris